# Igor Kováč
Igor Kováč (* 12. května 1969, Krompachy, Československo) je bývalý slovenský atlet, sprinter, jehož specializací byly krátké překážkové běhy.

## Kariéra
První seniorské zkušenosti začal sbírat v roce 1990, kdy se kvalifikoval na hlavní šampionáty sezóny. Na halovém ME ve skotském Glasgow i na evropském šampionátu ve Splitu však skončil v úvodních rozbězích. Na Mistrovství světa v atletice 1991 v Tokiu skončil v semifinále. V roce 1992 reprezentoval na letních olympijských hrách v Barceloně, kde nepřešel přes první kolo.
Do finále se neprobojoval také na halovém MS 1993 v Torontu, na světovém šampionátu 1993 ve Stuttgartu, na halovém MS 1995 v Barceloně i na MS v atletice 1995 v Göteborgu. Vždy jeho cesta skončila v semifinále. Na letních olympijských hrách 1996 v Atlantě doběhl ve třetím čtvrtfinálovém běhu v čase 13,70 s na 7. místě a do semifinále nepostoupil.
V roce 1997 naopak prošel na halovém MS v Paříži do finále běhu na 60 metrů překážek, kde obsadil časem 7,59 s 5. místo. Největší úspěch své kariéry zaznamenal na MS v atletice 1997 v Athénách, kde vybojoval bronzovou medaili v běhu na 110 metrů překážek. Ve finále trať zaběhl v čase 13,18 s. O 13 setin byl rychlejší jen Brit Colin Jackson a zlato získal Američan Allen Johnson, který jako jediný zaběhl trať pod 13 sekund (12,93 s). V roce 1999 obsadil 8. místo na halovém MS v japonském Maebaši.

## Osobní rekordy
- 60 m přek. (hala) - 7,55 s - 20. února 1999, Praha
- 110 m přek. (dráha) - 13,13 s - 7. červenec 1997, Stockholm